# 東濃鉄道C形蒸気機関車
東濃鉄道C形蒸気機関車（とうのうてつどうCがたじょうききかんしゃ）は、東濃鉄道（初代）が1921年（大正10年）に導入した蒸気機関車である。

## 概要
本形式は、アメリカのバルカン・アイアン・ワークス製で、軌間762mm(2ft6in)、車軸配置0-6-0(C)の2気筒単式飽和式タンク機関車である。固定軸距は1,422(762+660)mmで運転整備重量は9トンである。製造番号は、1920年（大正9年）製の3056が該当すると思われるが、確証はない。竣工届は、1922年（大正11年）11月16日で、東濃鉄道での番号は4であった。
この機関車は、当初の開業時に導入した大日本軌道製のA形の使用成績があまり良くなく、予備機として1919年（大正8年）に購入契約を行ったものであるが、現車の到着は2年も遅れることとなり、御嵩延長には間に合わなかった。その代わりに急遽、石川鉄道から1両を購入し、B形(3)としている。
また、本形式の導入に当たっては、監督省庁である鉄道省からの横槍があり、設計認可申請から1年以上も設計認可が遅れることとなった。当時の記録を見ても、鉄道省の担当者の無用な経営介入というべきもので、本形式を導入するため、施設強化の認可がされていることを楯にした督促の結果、一転ようやく下付されたという。
1926年（大正15年）9月25日に実施された、東濃鉄道の路線の一部の国有化に当たっては、買収の対象とならず、残存区間を引き継ぐ新会社、東美鉄道に譲渡された。その後の1928年（昭和3年）10月、東美鉄道線の1,067mm軌間への改軌および電化工事が完成し、本形式は廃車となったが、その後の消息は明らかでない。

## 主要諸元
- 全長：4,469mm（端梁間）
- 全高：2,362mm
- 最大幅：1,981mm
- 軌間：762mm
- 車軸配置：0-6-0(C)
- 動輪直径：610mm
- 弁装置：スチーブンソン式アメリカ形
- シリンダー（直径×行程）：178mm×254mm
- ボイラー圧力：11.2kg/cm2
- 火格子面積：0.35m2
- 全伝熱面積：12.0m2
- 機関車運転整備重量：8.9t
- 機関車動輪上重量（運転整備時）：8.9t
- 機関車性能
  - シリンダ引張力：1,182kg
- ブレーキ方式：手ブレーキ